# Ранчо (телесериал)
«Ра́нчо» (англ. The Ranch) — американский комедийный сериал режиссёра Дэвида Трейнера, транслируемый молодёжным каналом Netflix с 1 апреля 2016 года. Главную роль исполнил Эштон Кутчер.
4 июня 2019 года Netflix объявил о завершении сериала после четвёртого сезона.

## Сюжет
Футболист Кольт Беннет возвращается домой после неудачной карьеры футболиста в надежде продолжить свой путь в местной команде города .

## В ролях
- Эштон Кутчер — Кольт Беннет, бывшая футбольная звезда школы и колледжа, вернувшийся домой после пятнадцатилетнего отсутствия
- Дэнни Мастерсон — Джеймсон Беннет "Рустер", старший брат Кольта
- Элиша Катберт — Эбби Филипс, девушка Кольта, учитель истории
- Сэм Эллиотт — Бо Беннет, отец Кольта и Джеймсона
- Дебра Уингер — Мэгги Беннет, мать Кольта и Джеймсона
- Келли Госс — Хизер Рот, девушка Кольта
- Брэт Харрисон — Кенни Баллард, жених Эбби
- Мегин Прайс — Мэри Рот, девушка Джейсона, Мать Хизер, официантка
- Кэти Бейкер — Джоан, подруга Мэри, официантка
- Уилмер Вальдеррама — Умберто, работник Ранчо
- Грэйди Ли Ричмонд — Хэнк, клиент кафе Мэгги
- Бэрри Корбин — Дейл, ветеринар и друг Бо
- Джон Эймос — Эд Бишоп, давний друг Беннетов, работник Ранчо
- Итан Сапли — офицер Билли Томпкинс, школьный друг Кольта и Джейсона
- Чести Бальестерос — Таня Шоуверс, ведущая прогноза погоды
- Лаура Вальехо — Мария, официантка в кафе у Мэгги  Беннет
- Эйми Тигарден — Никки, подруга Хизер
- Джон Крайер — Билл Дженсен, работник банка

## Съёмочная группа
- Продюсеры
  - Эштон Кутчер (исполнительный продюсер)
  - Дэнни Мастерсон (исполнительный продюсер)
  - Джефф Лоуелл (продюсер консультант)
  - Келли Донелли (ассоциированый продюсер)
  - Мелани Патерсон (продюсер)
  - Мэтт Росс (продюсер-супервайзер)
  - Стив Томпкинс (сопродюсер)
  - Тереза Маллиган (продюсер-консультант)
- Сценаристы: Нэйтан Четти, Эмили Хирши, Джим Патерсон, Дон Рио
- Оператор: Дональд А.Морган
- Композитор: Райленд Эллисон[4]
- Художник: Элизабет Андерсон
- Монтажёр: Майкл Карлич

## Релиз
Первые десять серий первого сезона были представлены 1 апреля 2016 года, а вторые — 7 октября 2016 года. Сериал был показан в США и Японии.
Второй сезон также из двадцати эпизодов вышел в 2017 году.
Третий сезон вышел в 2018 году.
Финальный четвёртый сезон, вышел в 2020 году.